# X86-64

x86-64 este o extensie a setului de instrucțiuni x86. Adaugă suport pentru registre generale pe 64-bit, mai multe adrese de memorie virtuală și numeroase alte îmbunătățiri. Specificația originală a fost creată de compania AMD și a fost implementată de AMD, Intel, VIA și alte companii. Arhitectura este complet compatibilă cu codul pe 32 de biți.
Deoarece tot setul de instrucțiuni pe 32 de biți este implementat în hardware fără emulare, executabilele x86 pe 32 de biți rulează cu aceeași performanță (viteză) 
sau chiar mai repede, programele recompilate pentru a folosi noile capabilități ale arhitecturii putând atinge îmbunătățiri semnificative ale performanței.
Prima familie de procesoare ce a implementat această arhitectură a fost AMD K8. Intel a trebuit să urmeze trendul și să introducă o familie de procesoare NetBurst modificată, care era 100 % compatibilă cu platforma AMD. VIA Technologies a introdus x86-64 în arhitectura VIA Isaiah, folosită pentru procesoarele VIA Nano.
AMD și-a promovat mai târziu arhitectura sub numele „AMD64”, în timp ce Intel a folosit numele „IA-32e” și „EM64T”, iar mai târziu „Intel 64”. „x86-64” este folosit ca un termen generic neutru pentru a denumi arhitectura, la fel ca și „x64”.

## AMD64

### Istoria
AMD64 a fost creată ca o alternativă a arhitecturii radical diferite IA-64, care a fost proiectată de Intel și Hewlett Packard.